# Partit Republicà de Geòrgia
El Partit Republicà de Geòrgia (georgià საქართველოს რესპუბლიკური პარტია, Sak’art’velos Respublikuri Partia, SRP) és un partit polític de Geòrgia en actiu des de 1978. Actualment es troba en l'oposició al govern de Mikheil Sakaixvili. Només van obtenir dos escons a les eleccions legislatives georgianes de 2008 i manté una petita representació a l'Assemblea de la Ciutat de Tbilisi i al Consell Suprem d'Adjària. El seu president actual és Davit Usupashvili. La plataforma declarada del partit inclou les reformes de l'autogovern local, l'economia i un sistema judicial lliure i independent. Dona suport a l'alineament occidental de Geòrgia i unir-se a l'OTAN i la Unió Europea.

## Història
El Partit Republicà de Geòrgia, van sorgir com una organització política clandestina a la llavors República Socialista Soviètica de Geòrgia el 21 de maig de 1978, i lluitant per una Geòrgia independent, els drets humans i l'economia de lliure mercat.
No obstant això, els principals membres del partit van ser detinguts pel Comitè de Seguretat Estatal (KGB) entre 1983 i 1984 i empresonats sota l'acusació de "propaganda i campanya anti-soviètica.". A les primeres eleccions a Geòrgia de 28 d'octubre de 1990, els republicans van guanyar 3 escons al Consell Suprem de Geòrgia i es va unir a la facció de Centre Democràtic, que era a l'oposició al majoritari Taula Rodona-Geòrgia Lliure de Zviad Gamsakhurdia.
Després de la caiguda de Gamsakhúrdia en el cop d'estat de gener de 1992, els republicans estaven representats en el Consell Provisional de l'Estat de Geòrgia, i va formar una facció de l'oposició de 10 membres al Parlament de Geòrgia, elegit l'11 d'octubre de 1992, però no va aconseguir obtenir un escó en les següents eleccions parlamentàries de 1995 i 1999. No obstant això, molts membres del partit es va mantenir enèrgicament involucrats en la societat civil i van criticar el govern cada cop més impopular Eduard Xevardnadze.
El 2002, el partit es va aliar amb el Moviment Nacional Unit de Mikheil Sakaixvili, i va compartir el seu èxit a les eleccions locals de 2002 i a les eleccions legislatives georgianes de 2003. El partit va ser fonamental en la Revolució Rosada de 2003 que va obligar Xevardnadze a dimitir, i va tenir un paper destacat en l'eliminació d'Aslan Abashidze durant la crisi d'Adjària de 2004. Els republicans es presentaren independents a les eleccions legislatives d'Adjària de 2004, però va aconseguir només 3 escons de 30 al Consell Suprem. El partit va acusar la UNM d'haver manipulat les eleccions i el conflicte va donar lloc a la separació final dels antics aliats. [3] El 2005, els diputats republicans del parlament de Geòrgia es van unir amb el Partit Conservador de Geòrgia i a uns pocs diputats indepedents de la facció de l'oposició del Front Democràtic liderat per Davit Berdzenishvili, veterà membre del partit.
Des d'aleshores, els republicans han estat a l'oposició moderada a l'administració de Saakaixvili. Es van unir a altres partits d'oposició a les manifestacions contra el govern de 2007 i van donar suport a un candidat conjunt de l'oposició, Levan Gachechiladze, a les eleccions presidencials georgianes de 2008.
Després del revés polític sofert a les eleccions legislatives georgianes de 2008, el Partit Republicà de Geòrgia forjà una aliança amb el Partit Nova Dreta el 8 de desembre de 2008. Ambdós partits s'uniren a l'"Aliança per a Geòrgia", dirigit per Irakli Alasania, ex-representant georgià a les Nacions Unides el febrer de 2009.

## Resultats electorals

### Parlamentàries
| Any  | Lider                | Vots      | %     | Escons   | +/– | Pos. | Govern            | Coalició                     |
| ---- | -------------------- | --------- | ----- | -------- | --- | ---- | ----------------- | ---------------------------- |
| 1990 | Vakhtang Dzabiradze  | 40,769    | 1.76  | 3 / 250  | Nou | 7è   | Oposició          | Geòrgia Democràtica          |
| 1992 | Vakhtang Dzabiradze  | 277,496   | 12.06 | 7 / 235  | 4   | 2n   | Oposició          | Bloc 11 d'Octubre            |
| 1995 | Vakhtang Dzabiradze  | 35,051    | 1.75  | 1 / 235  | 6   | 17è  | Oposició          | Independent                  |
| 1999 | Ivliane Khaindrava   | 95,039    | 4.74  | 0 / 235  | 1   | 5è   | Extraparlamentari | Aliança Nacional Democràtica |
| 2004 | Davit Berdzenishvili | 992,275   | 67.75 | 5 / 150  | 5   | 1r   | Govern            | Moviment Nacional Unit       |
| 2008 | Davit Usupashvili    | 67,037    | 3.78  | 2 / 150  | 3   | 5è   | Oposició          | Independent                  |
| 2012 | Davit Usupashvili    | 1,181,862 | 54.97 | 10 / 150 | 8   | 1r   | Govern            | Somni Georgià                |
| 2016 | Davit Usupashvili    | 27,264    | 1.55  | 0 / 150  | 8   | 8è   | Extraparlamentari | Independent                  |
| 2020 | Khatuna Samnidze     | 523,127   | 27.18 | 2 / 150  | 2   | 2n   | Oposició          | La força està en la unitat   |
| 2024 | Khatuna Samnidze     | 229,161   | 11.03 | 1 / 150  | 1   | 2n   | Oposició          | Coalició pel Canvi           |